# Критическое осознание
Критическое осознание (порт. conscientização — «осознание») — способность воспринимать социальные, политические и экономические противоречия и предпринимать действия, нацеленные на искоренение существующих элементов угнетения. Является одним из ключевых терминов в концепции критической педагогики бразильского исследователя Паулу Фрейре. Особое внимание этому понятию уделяется в книге Фрейре «Педагогика угнетённых».
Паулу Фрейре определяет критическое сознание как способность «вмешиваться в реальность, чтобы изменить её».
Арлин Голдбард, автор темы культурного развития сообщества, считает, что концепция сознательности является основой культурного развития сообщества.  Включает в себя выявление противоречий в опыте посредством диалога и осознание себя частью процесса изменения мира.
Древние греки впервые определили сущность критического сознания, когда философы поощряли своих учеников развивать «готовность отрешиться от человечества и природы … [и] сделать их объектами мысли и критики, а также искать их значение.»
Паулу Фрейере настаивал на том, что термин консайентизация (порт. conscientização) нельзя переводить и нужно использовать его на португальском языке.